# اس‌ام‌اس بئوولف
اس‌ام‌اس بئوولف (به انگلیسی: SMS Beowulf) یک کشتی دفاع ساحلی بود که بطول ۷۹ متر (۲۵۹٫۲ فوت) در سال ۱۸۹۰ ساخته شد.